# 大井仙樹園
株式会社大井仙樹園（おおいせんじゅえん）は、富山県富山市に本社を置き、園芸および造園業を営む企業。

## 概説
本社所在地の富山市呉羽本町に、園芸店である実店舗「大井仙樹園」である。他にもインターネットショッピングも展開している。創業は1881年、初代大井仙蔵が植木の販売から始まる。
1982年、株式会社大井仙樹園として法人発足。当時、富山県には花きの地方卸売市場がなく、需要に対して花きの供給が追いつてなかった。そこに目を付けた四代目大井茂が、愛知県や埼玉県といった産地から植物を集め卸売を始めた。
1990年代にはガーデニング需要も増加、富山県水墨美術館や富山市民芸術創造センター、県庁前公園花時計といった公共庭園の施行・管理も携わるようになった。

## 沿革
- 1881年（明治14年）4月10日 -（初代・大井仙蔵）創業開始。
- 1950年（昭和25年）4月 - （三代目・大井義雄）義雄が継承
- 1970年（昭和45年）3月24日 - 公共事業に参入。富山県知事許可 富山県知事登録（か）4070号
- 1974年（昭和49年）5月29日 - 一般建設業許可（園）新規取得
- 1982年（昭和57年）1月 - 株式会社大井仙樹園として法人発足。代表取締役に（四代目・大井茂）が就任。100周年を迎える。
- 1982年（昭和57年）2月15日 - 一般建設業許可（と）追加取得
- 1991年（平成3年）2月15日 - 特定建設業許可（園）取得
- 1996年（平成8年） - 資本金額の増資（4,000万円）
- 2006年（平成18年）8月1日 - 代表取締役に（五代目・大井巌 ）が就任。
- 2006年（平成18年）11月16日 - オンラインショップを開設。
- 2012年（平成24年）2月15日 - 一般建設業許可（と）追加取得

## 受賞歴
- 富山市優良土木建築工事表彰審査会（中島北公園施設工事）「優良賞」